# Больберг
Больберг (нім. Bollberg) — громада в Німеччині, розташована в землі Тюрингія. Входить до складу району Заале-Гольцланд. Складова частина об'єднання громад Штадтрода.
Площа — 3,39 км2. Населення становить Невірний параметр metadata 16 074 006 ос. (станом на 31 грудня 2021).